# مالی آیرون
مالی آیرون (به لاتین: Ma'ale Iron) یک منطقهٔ مسکونی در اسرائیل است که در هادرا واقع شده‌است.